# Angas (peuple)
Pour les articles homonymes, voir Angas.

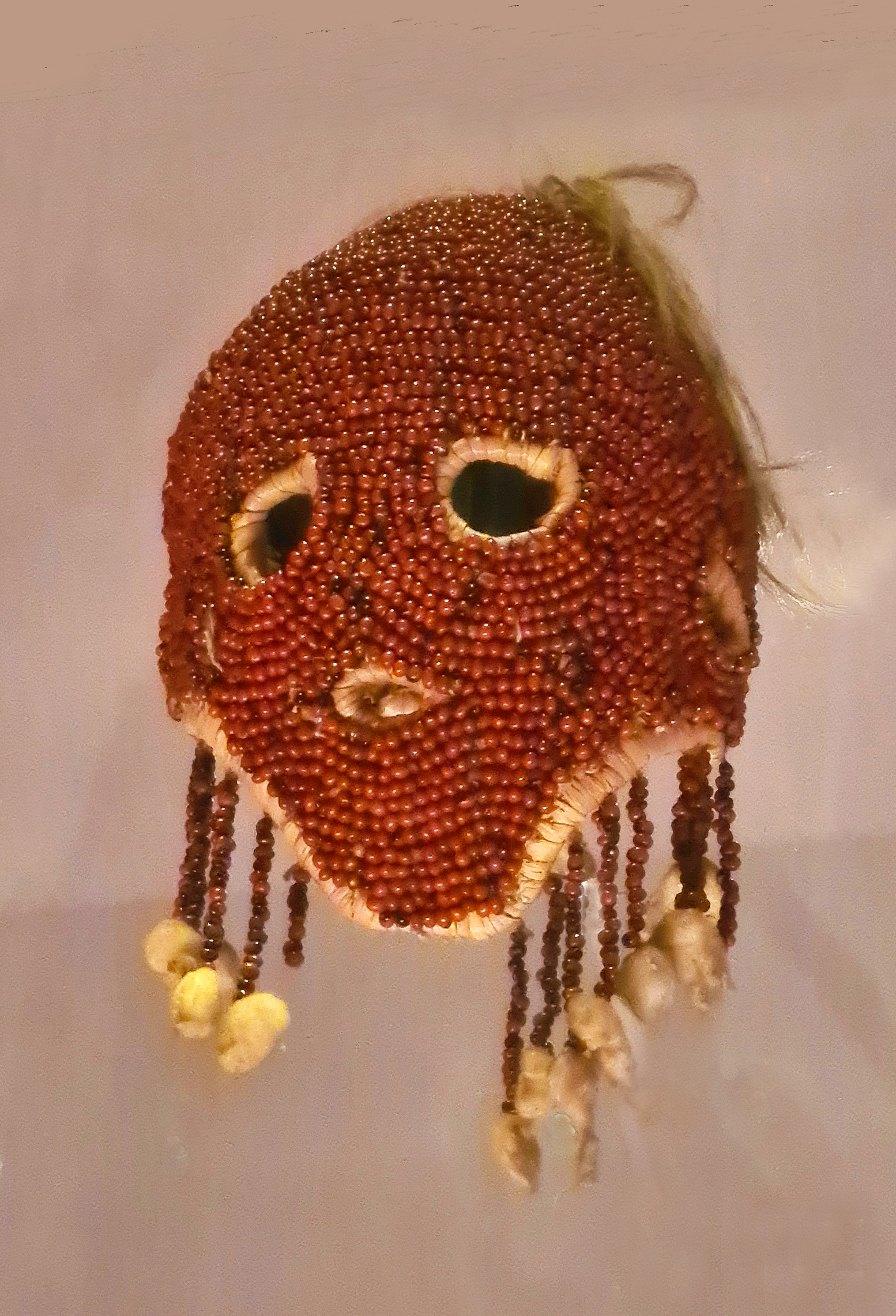
Masque de danse (British Museum).

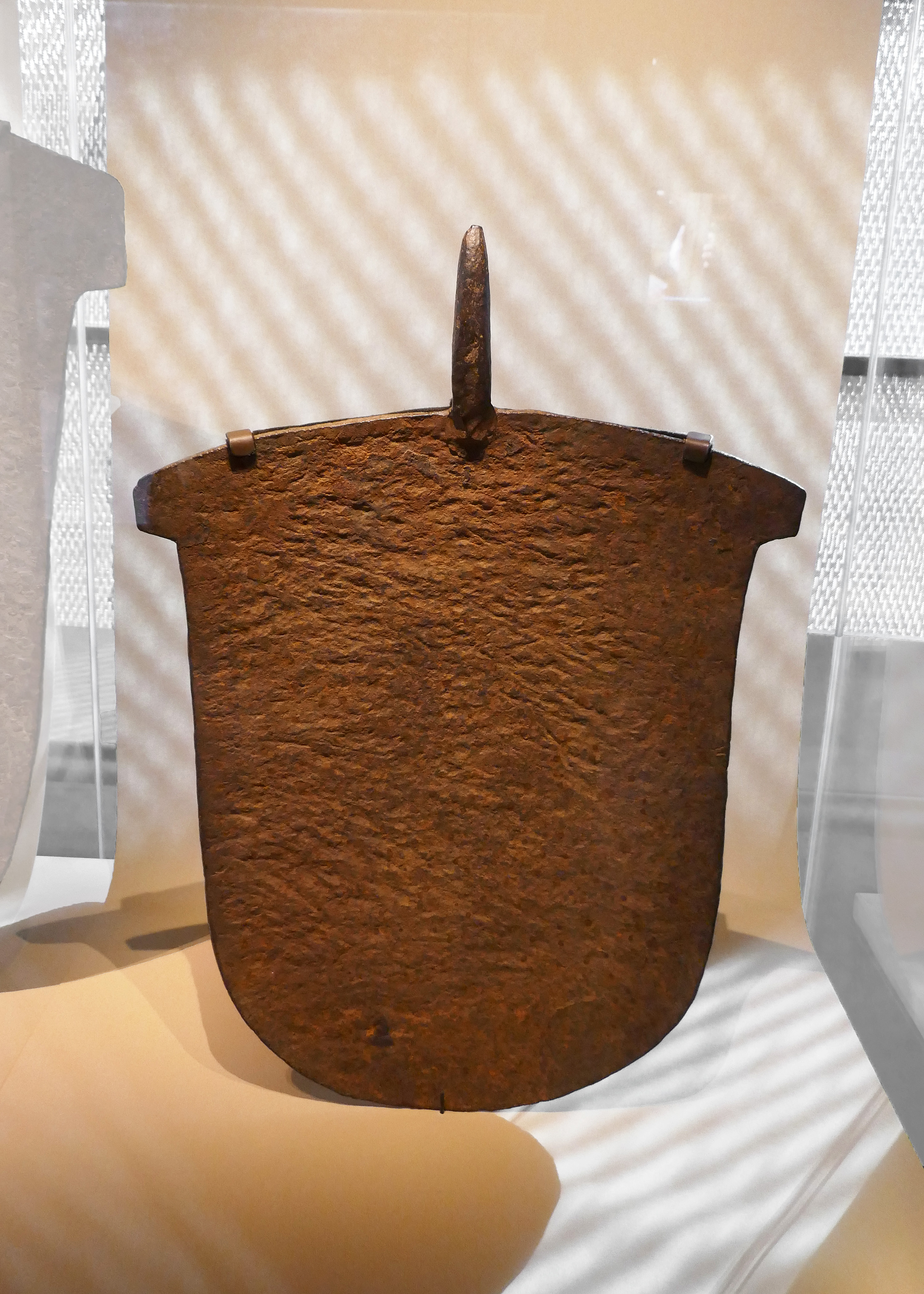
Monnaie en forme de lame de houe (coll. particulière).

Les Anga (ou Nga ou Kerang) sont une population vivant dans l'État de Plateau au nord-est du Nigeria.

## Langue
Ils parlent une langue tchadique, l'angas (ou ngas), dont le nombre de locuteurs était estimé à 400 000 en 1998.

### Filmographie
- (en) West Africa, Nigeria (Angas) : Making a Raft-Zither, 1962, in Encyclopaedia Cinematographica, Institut für den Wissenschaftlichen Film, Göttingen, 1952-1995, court métrage muet en noir et blanc, 14'
- (en) West Africa, Nigeria (Angas) : Dances and Rites After the Death of a Tribal Chief 1962, in Encyclopaedia Cinematographica, Institut für den Wissenschaftlichen Film, Göttingen, 1952-1995, court métrage muet en noir et blanc, 14'
- (en) Sons of the moon: the Ngas of central Nigeria, de Frank Speed et Deirdre LaPin, filmé en 1974-1975 et sorti en 1984